# Вельтман Михайло Лазаревич
Михайло Лазаревич Вельтман (псевдоніми Михайло Павлович Павлович (Волонтер); 1871, Одеса — 19 червня 1927, Москва) — український та російський публіцист, історик-сходознавець, революціонер, соціал-демократ, військовий кореспондент.

## Біографія
Народився одним з дванадцяти дітей в освіченій єврейській сім'ї: батько був службовцем в хлібній конторі, захоплювався єврейською та російською літературою; мати закінчила пансіон і володіла кількома іноземними мовами. Закінчив гімназію в Єлисаветграді.
Навчався на юридичному факультеті Новоросійського університету. Брав участь в соціал-демократичному русі. У 1898 році вступив в РСДРП. Двічі заарештований (1894, 1906). Відбував 5-річне заслання в Верхоянську, Колима. У 1899—1901 роках жив у Кишиневі . У 1902—1906 роках жив за кордоном. Після II з'їзду РСДРП (1903) примкнув до меншовиків . У Парижі з 1907 року. Військовий кореспондент газети «The Day» (США), співробітник журналу «La Revue Politique Internationale» (Франція). Друкувався в «Іскрі», «Нашій зорі», «Сучасному світі», «Современнику», «Північних записках». Перша робота — брошура «Що довела англо-бурська війна? (Регулярна армія і міліція в сучасній обстановці)» (Одеса, 1901).
У 1910 році прочитав курс лекцій для робітників у фракційній школі групи «Вперед» у Болоньї.
Повернувся в Росію влітку 1917 року. Після Жовтневої революції працював в МЗС РРФСР . У 1918 році вступив в РКП (б), призначений головою Головного комітету державних споруд РРФСР. У 1919—1920 роках — уповноважений РВСР на Південному фронті.
У 1920 році організував проведення 1-го з'їзду народів Сходу, на якому був обраний до Ради дії і пропаганди. У 1921 році обраний керівником Всеросійської наукової організації сходознавців. У 1921—1923 роках — член колегії Наркомнаца . Один з творців і ректор Московського інституту сходознавства, вніс великий внесок в розвиток радянського сходознавства. Його праці "дуже вплинули на формування першого покоління рад. сходознавців ", — зазначає Радянська історична енциклопедія . Творець і редактор журналу «Новий Схід» (виходив у 1922—1930). У 1926 році увійшов до першої редколегію журналу «Історик-марксист».

## Твори
- Русско-японская война. Причины, ход и последствия [Архівовано 29 липня 2021 у Wayback Machine.]. — СПб, 1905.
- Великие железнодорожные и морские пути будущего. // Современник, кн. III, 1913.
- Основы империалистической политики и мировая война. Книга I. Часть 1. Империализм и борьба за великие железнодорожные и морские пути будущего. — М.: Государственное издательство, 1922. — 161 с.
- Павлович М. П. Мировая война 1914-1918 гг. и грядущие войны. — Изд.2. — М., 2015. — 344 с.